# Казамарчіано
Казамарчіано (італ. Casamarciano, сиц. Casamarcianu) — муніципалітет в Італії, у регіоні Кампанія,  метрополійне місто Неаполь.
Казамарчіано розташоване на відстані близько 210 км на південний схід від Рима, 28 км на північний схід від Неаполя.
Населення — 3304 особи (2014).
Щорічний фестиваль відбувається 23 листопада. Покровитель — Papa Clemente.

## Демографія
Населення за роками:

Станом на 1 січня 2023 року в муніципалітеті офіційно проживало 45 іноземців з 18 країн, серед них 14 громадян країн Євросоюзу та 15 громадян України.

## Сусідні муніципалітети
- Авелла
- Чимітіле
- Коміціано
- Нола
- Туфіно
- Вішано